# 連結距離
在计算几何中，兩點間的連結距離（link distance）是指多邊形內以兩點為端點的任意折線之最小線段數。
多邊形的最大連結距離稱為該多邊形的連結直徑（link diameter）。
簡單多邊形的連結直徑可以在O(n log n)時間內完成計算。

## 定義
多邊形內兩點的連結距離定義為：
- 在多邊形P內部兩點x與y的連結距離可以表示為dL(x,y)[1]。
- 則多邊形P的連結距離dL(x,y)為在點x與點y之間繪製保持在多邊形P內部的折線（連續線段鏈），且這些線段不與邊界相交[1]，也都不會超出多邊形P的範圍，即不跑到多邊形P的外部；在滿足這個條件下，能以最少線段構成折線連接這兩點的折線線段數量即為dL(x,y)的值[1]。
- 也就是說，如果兩點之間能完全在多邊形內部以一條直線段連接，則該兩點的連結距離為1。[1]

例如：
- 凸多邊形的任兩點連結距離必定為1，因為凸多邊形內任兩點都可以直接被單一線段連接[1]（連結距離考慮的是最小數量）
- 馬蹄形則有可能出現3或以上的連結距離，因為若選取的兩點位於馬蹄形的極端兩側，則需要例如ㄇ字形的折線來連接兩點。

多邊形的連結直徑定義為：
- 在多邊形內任取兩點評估其連結距離，其連結距離的最大值即為多邊形的連結直徑。[3]
- 兩點是任取兩點，因此需要考慮到極端情況。

## 例子
若多邊形的連結直徑為1，則他是凸多邊形，反之亦然。每個星狀多邊形的的連結直徑最多為2：在星狀多邊形中可以透過在其星狀核內部彎曲一次來完成兩點連接。然而連結直徑為2的多邊形並不一定都是星狀多邊形，因為也存在有孔洞的多邊形，其連結直徑為2。此外，亦存在連結直徑4或5或以上的幾何圖形。

## 延伸閱讀
- Maheshwari, Anil; Sack, Jörg-Rüdiger; Djidjev, Hristo N., , , North-Holland, Amsterdam: 519–558, 2000, MR 1746684, doi:10.1016/B978-044482537-7/50013-9